# Liga Campionilor EHF Feminin 2014-2015 - faza grupelor
Acest articol descrie primul tur al Ligii Campionilor EHF Feminin 2014-2015.

## Format
Cele 16 echipe sunt împărțite în patru grupe de câte patru. Fiecare echipă va juca câte un joc pe teren propriu și unul în deplasare împotriva fiecărui adversar din grupă. Primele trei echipe clasate vor avansa în grupele principale, de unde primele patru echipe vor avansa în fazele eliminatorii. Tragerea la sorți a avut loc pe 27 iunie 2014, la ora locală 18:00, în Viena, Austria.

## Distribuție
Distribuția echipelor a fost publicată pe 23 iunie 2014.
| Urna 1                                            | Urna a 2-a                                            | Urna a 3-a                                                          | Urna a 4-a                                         |
| ------------------------------------------------- | ----------------------------------------------------- | ------------------------------------------------------------------- | -------------------------------------------------- |
| Győri Audi ETO KC ŽRK Budućnost Larvik HK RK Krim | Viborg HK HCM Baia Mare Thüringer HC Dinamo Volgograd | ŽRK Vardar Metz Handball Hypo Niederösterreich RK Lokomotiva Zagreb | IK Sävehof SPR Lublin SSA HC Leipzig RK Koprivnica |

## Grupa A
| Echipa                | M | V | E | Î | GM  | GP  | G   | Pct |
| --------------------- | - | - | - | - | --- | --- | --- | --- |
| HC Leipzig            | 6 | 4 | 0 | 2 | 177 | 152 | +25 | 8   |
| Dinamo Volgograd      | 6 | 4 | 1 | 1 | 160 | 143 | +17 | 9   |
| RK Krim               | 6 | 2 | 0 | 4 | 162 | 165 | −3  | 4   |
| Hypo Niederösterreich | 6 | 1 | 1 | 4 | 136 | 175 | −39 | 3   |

| 17 octombrie 2014 19:00 | RK Krim      | 32 - 20 | Hypo Niederösterreich | Arena Stožice, Ljubljana Asistență: 1.500 Arbitri: Marin, García |
| 17 octombrie 2014 19:00 | Bajramoska 8 | (15–12) | Aćimović, Goričanec 4 | Arena Stožice, Ljubljana Asistență: 1.500 Arbitri: Marin, García |
| 17 octombrie 2014 19:00 | 3×           | Cronica | 4× 3×                 | Arena Stožice, Ljubljana Asistență: 1.500 Arbitri: Marin, García |

| 18 octombrie 2014 16:30 | Dinamo Volgograd | 27 - 19 | HC Leipzig | Sala Sporturilor „Dinamo”, Volgograd Asistență: 1.500 Arbitri: Krkačev, Kolevski |
| 18 octombrie 2014 16:30 | Dmitrieva 9      | (16–10) | Kudłacz 10 | Sala Sporturilor „Dinamo”, Volgograd Asistență: 1.500 Arbitri: Krkačev, Kolevski |
| 18 octombrie 2014 16:30 | 4× 3×            | Cronica | 5× 3×      | Sala Sporturilor „Dinamo”, Volgograd Asistență: 1.500 Arbitri: Krkačev, Kolevski |

| 25 octombrie 2014 20:25 | Hypo Niederösterreich | 25 - 25 | Dinamo Volgograd      | Bundessport- und Freizeitzentrum Südstadt, Maria Enzersdorf Asistență: 720 Arbitri: Vujačić, Kazanegra |
| 25 octombrie 2014 20:25 | Gomes da Rocha 7      | (15-14) | Dmitrieva, Kocetova 6 | Bundessport- und Freizeitzentrum Südstadt, Maria Enzersdorf Asistență: 720 Arbitri: Vujačić, Kazanegra |
| 25 octombrie 2014 20:25 | 1× 3×                 | Cronica | 1× 3×                 | Bundessport- und Freizeitzentrum Südstadt, Maria Enzersdorf Asistență: 720 Arbitri: Vujačić, Kazanegra |

| 26 octombrie 2014 14:30 | HC Leipzig | 30 - 24 | RK Krim | Arena Leipzig, Leipzig Asistență: 2.198 Arbitri: Năstase, Stancu |
| 26 octombrie 2014 14:30 | Kudłacz 8  | (17–11) | Koren 7 | Arena Leipzig, Leipzig Asistență: 2.198 Arbitri: Năstase, Stancu |
| 26 octombrie 2014 14:30 | 2×         | Cronica | 6× 2×   | Arena Leipzig, Leipzig Asistență: 2.198 Arbitri: Năstase, Stancu |

| 31 octombrie 2014 14:30 | HC Leipzig       | 42 - 22 | Hypo Niederösterreich | Arena Leipzig, Leipzig Asistență: 2.211 Arbitri: Opava, Válek |
| 31 octombrie 2014 14:30 | Lang, Mazzucco 9 | (20-11) | Aćimović 8            | Arena Leipzig, Leipzig Asistență: 2.211 Arbitri: Opava, Válek |
| 31 octombrie 2014 14:30 | 2×               | Cronica | 3×                    | Arena Leipzig, Leipzig Asistență: 2.211 Arbitri: Opava, Válek |

| 1 noiembrie 2014 14:00 | Dinamo Volgograd | 25 - 26 | RK Krim      | Sala Sporturilor „Dinamo”, Volgograd Asistență: 1.500 Arbitri: Antić, Jakovljević |
| 1 noiembrie 2014 14:00 | Kocetova 6       | (15-13) | Bajramoska 8 | Sala Sporturilor „Dinamo”, Volgograd Asistență: 1.500 Arbitri: Antić, Jakovljević |
| 1 noiembrie 2014 14:00 | 4× 3×            | Cronica | 4× 3×        | Sala Sporturilor „Dinamo”, Volgograd Asistență: 1.500 Arbitri: Antić, Jakovljević |

| 9 noiembrie 2014 17:10 | Hypo Niederösterreich | 18 - 24 | HC Leipzig | Bundessport- und Freizeitzentrum Südstadt, Maria Enzersdorf Asistență: 700 Arbitri: Tzaferopoulos, Bethmann |
| 9 noiembrie 2014 17:10 | Aćimović 8            | (7-12)  | Kudłacz 5  | Bundessport- und Freizeitzentrum Südstadt, Maria Enzersdorf Asistență: 700 Arbitri: Tzaferopoulos, Bethmann |
| 9 noiembrie 2014 17:10 | 4× 3×                 | Cronica | 1× 3×      | Bundessport- und Freizeitzentrum Südstadt, Maria Enzersdorf Asistență: 700 Arbitri: Tzaferopoulos, Bethmann |

| 9 noiembrie 2014 19:00 | RK Krim      | 24 - 26 | Dinamo Volgograd | Arena Stožice, Ljubljana Asistență: 1.500 Arbitri: Bonaventura, Bonaventura |
| 9 noiembrie 2014 19:00 | Bajramoska 8 | (13-12) | Kocetova 11      | Arena Stožice, Ljubljana Asistență: 1.500 Arbitri: Bonaventura, Bonaventura |
| 9 noiembrie 2014 19:00 | 4× 3×        | Cronica | 4× 2×            | Arena Stožice, Ljubljana Asistență: 1.500 Arbitri: Bonaventura, Bonaventura |

| 15 noiembrie 2014 17:25 | Hypo Niederösterreich | 29 - 25 | RK Krim      | Bundessport- und Freizeitzentrum Südstadt, Maria Enzersdorf Asistență: 630 Arbitri: Covalciuc, Covalciuc |
| 15 noiembrie 2014 17:25 | Aćimović 11           | (13-14) | Bajramoska 8 | Bundessport- und Freizeitzentrum Südstadt, Maria Enzersdorf Asistență: 630 Arbitri: Covalciuc, Covalciuc |
| 15 noiembrie 2014 17:25 | 5× 3×                 | Cronica | 3× 2×        | Bundessport- und Freizeitzentrum Südstadt, Maria Enzersdorf Asistență: 630 Arbitri: Covalciuc, Covalciuc |

| 16 noiembrie 2014 14:30 | HC Leipzig | 27 - 30 | Dinamo Volgograd | Arena Leipzig, Leipzig Asistență: 2.583 Arbitri: Arntsen, Røen |
| 16 noiembrie 2014 14:30 | Lang 10    | (14-14) | Akopian 9        | Arena Leipzig, Leipzig Asistență: 2.583 Arbitri: Arntsen, Røen |
| 16 noiembrie 2014 14:30 | 5× 2× 1×   | Cronica | 4× 2×            | Arena Leipzig, Leipzig Asistență: 2.583 Arbitri: Arntsen, Røen |

| 21 noiembrie 2014 18:45 | RK Krim   | 31 - 35 | HC Leipzig      | Arena Stožice, Ljubljana Asistență: 1.000 Arbitri: Horváth, Marton |
| 21 noiembrie 2014 18:45 | Mavsar 10 | (17-18) | Kudłacz, Lang 9 | Arena Stožice, Ljubljana Asistență: 1.000 Arbitri: Horváth, Marton |
| 21 noiembrie 2014 18:45 | 4× 3× 1×  | Cronica | 2×              | Arena Stožice, Ljubljana Asistență: 1.000 Arbitri: Horváth, Marton |

| 23 noiembrie 2014 14:00 | Dinamo Volgograd | 27 - 22 | Hypo Niederösterreich | Sala Sporturilor „Dinamo”, Volgograd Asistență: 1.300 Arbitri: Florescu, Stoia |
| 23 noiembrie 2014 14:00 | Kocetova 6       | (13-9)  | Aćimović 9            | Sala Sporturilor „Dinamo”, Volgograd Asistență: 1.300 Arbitri: Florescu, Stoia |
| 23 noiembrie 2014 14:00 | 2× 3×            | Cronica | 3×                    | Sala Sporturilor „Dinamo”, Volgograd Asistență: 1.300 Arbitri: Florescu, Stoia |

## Grupa B
| Echipa        | M | V | E | Î | GM  | GP  | G   | Pct |
| ------------- | - | - | - | - | --- | --- | --- | --- |
| ŽRK Budućnost | 6 | 5 | 1 | 0 | 161 | 130 | +31 | 11  |
| ŽRK Vardar    | 6 | 3 | 1 | 2 | 149 | 140 | +9  | 7   |
| Thüringer HC  | 6 | 3 | 0 | 3 | 143 | 144 | −1  | 6   |
| RK Koprivnica | 6 | 0 | 0 | 6 | 152 | 191 | −39 | 0   |

| 19 octombrie 2014 14:30 | Thüringer HC        | 33 - 20 | RK Koprivnica | Wiedigsburghalle, Nordhausen Asistență: 1.558 Arbitri: Brehmer, Skowronek |
| 19 octombrie 2014 14:30 | Engel, Nadgornaja 9 | (14–11) | Tatari 6      | Wiedigsburghalle, Nordhausen Asistență: 1.558 Arbitri: Brehmer, Skowronek |
| 19 octombrie 2014 14:30 | 5× 2×               | Cronica | 4× 2× 1×      | Wiedigsburghalle, Nordhausen Asistență: 1.558 Arbitri: Brehmer, Skowronek |

| 19 octombrie 2014 19:00 | ŽRK Budućnost | 23 - 17 | ŽRK Vardar | Centrul Sportiv Morača, Podgorica Asistență: 5.000 Arbitri: Pandzić, Mosorinski |
| 19 octombrie 2014 19:00 | Pavićević 7   | (12–9)  | Penezić 5  | Centrul Sportiv Morača, Podgorica Asistență: 5.000 Arbitri: Pandzić, Mosorinski |
| 19 octombrie 2014 19:00 | 3×            | Cronica | 3× 2×      | Centrul Sportiv Morača, Podgorica Asistență: 5.000 Arbitri: Pandzić, Mosorinski |

| 25 octombrie 2014 18:00 | RK Koprivnica | 27 - 32 | ŽRK Budućnost | Fran Galović, Koprivnica Asistență: 1.300 Arbitri: Florescu, Duță |
| 25 octombrie 2014 18:00 | Tatari 9      | (14-18) | Neagu 8       | Fran Galović, Koprivnica Asistență: 1.300 Arbitri: Florescu, Duță |
| 25 octombrie 2014 18:00 | 2× 3×         | Cronica | 4× 3×         | Fran Galović, Koprivnica Asistență: 1.300 Arbitri: Florescu, Duță |

| 25 octombrie 2014 19:00 | ŽRK Vardar | 26 - 21 | Thüringer HC | Centrul Sportiv Boris Trajkovski, Skopje Asistență: 2.000 Arbitri: Bonaventura, Bonaventura |
| 25 octombrie 2014 19:00 | Penezić 8  | (12-10) | Mietzner 6   | Centrul Sportiv Boris Trajkovski, Skopje Asistență: 2.000 Arbitri: Bonaventura, Bonaventura |
| 25 octombrie 2014 19:00 | 6× 2×      | Cronica | 3×           | Centrul Sportiv Boris Trajkovski, Skopje Asistență: 2.000 Arbitri: Bonaventura, Bonaventura |

| 2 noiembrie 2014 14:30 | Thüringer HC | 22 - 27 | ŽRK Budućnost | Wiedigsburghalle, Nordhausen Asistență: 1.800 Arbitri: Mandák, Rudinsky |
| 2 noiembrie 2014 14:30 | Nadgornaja 5 | (11-16) | Neagu 6       | Wiedigsburghalle, Nordhausen Asistență: 1.800 Arbitri: Mandák, Rudinsky |
| 2 noiembrie 2014 14:30 | 3× 2× 1×     | Cronica | 5× 2×         | Wiedigsburghalle, Nordhausen Asistență: 1.800 Arbitri: Mandák, Rudinsky |

| 2 noiembrie 2014 17:00 | RK Koprivnica | 26 - 27 | ŽRK Vardar | Fran Galović, Koprivnica Asistență: 1.800 Arbitri: Rakitina, Tkaciuk |
| 2 noiembrie 2014 17:00 | Tatari 7      | (13-11) | Lekić 7    | Fran Galović, Koprivnica Asistență: 1.800 Arbitri: Rakitina, Tkaciuk |
| 2 noiembrie 2014 17:00 | 3×            | Cronica | 4× 3×      | Fran Galović, Koprivnica Asistență: 1.800 Arbitri: Rakitina, Tkaciuk |

| 9 noiembrie 2014 19:00 | ŽRK Budućnost | 23 - 14 | Thüringer HC | Centrul Sportiv Morača, Podgorica Asistență: 4.500 Arbitri: Arntsen, Røen |
| 9 noiembrie 2014 19:00 | Petrović 6    | (11-6)  | Mietzner 7   | Centrul Sportiv Morača, Podgorica Asistență: 4.500 Arbitri: Arntsen, Røen |
| 9 noiembrie 2014 19:00 | 3× 2×         | Cronica | 2×           | Centrul Sportiv Morača, Podgorica Asistență: 4.500 Arbitri: Arntsen, Røen |

| 9 noiembrie 2014 19:00 | ŽRK Vardar  | 35 - 25 | RK Koprivnica | Centrul Sportiv Boris Trajkovski, Skopje Asistență: 4.500 Arbitri: Erdoğan, Özdeniz |
| 9 noiembrie 2014 19:00 | Radičević 5 | (15-10) | Čović 5       | Centrul Sportiv Boris Trajkovski, Skopje Asistență: 4.500 Arbitri: Erdoğan, Özdeniz |
| 9 noiembrie 2014 19:00 | 6× 3×       | Cronica | 3×            | Centrul Sportiv Boris Trajkovski, Skopje Asistență: 4.500 Arbitri: Erdoğan, Özdeniz |

| 15 noiembrie 2014 15:00 | RK Koprivnica | 28 - 32 | Thüringer HC | Fran Galović, Koprivnica Asistență: 1.800 Arbitri: Andorka, Hucker |
| 15 noiembrie 2014 15:00 | Živković 9    | (8-15)  | Nadgornaja 8 | Fran Galović, Koprivnica Asistență: 1.800 Arbitri: Andorka, Hucker |
| 15 noiembrie 2014 15:00 | 2× 3×         | Cronica | 2×           | Fran Galović, Koprivnica Asistență: 1.800 Arbitri: Andorka, Hucker |

| 16 noiembrie 2014 19:00 | ŽRK Vardar | 24 - 24 | ŽRK Budućnost | Centrul Sportiv Boris Trajkovski, Skopje Asistență: 5.000 Arbitri: Opava, Válek |
| 16 noiembrie 2014 19:00 | Penezić 8  | (9-11)  | Neagu 7       | Centrul Sportiv Boris Trajkovski, Skopje Asistență: 5.000 Arbitri: Opava, Válek |
| 16 noiembrie 2014 19:00 | 2×         | Cronica | 5× 3×         | Centrul Sportiv Boris Trajkovski, Skopje Asistență: 5.000 Arbitri: Opava, Válek |

| 22 noiembrie 2014 14:30 | Thüringer HC | 21 - 20 | ŽRK Vardar | Wiedigsburghalle, Nordhausen Asistență: 1.800 Arbitri: Stenrand, Birch |
| 22 noiembrie 2014 14:30 | Nadgornaja 8 | (10-12) | Penezić 6  | Wiedigsburghalle, Nordhausen Asistență: 1.800 Arbitri: Stenrand, Birch |
| 22 noiembrie 2014 14:30 | 3×           | Cronica | 6× 3×      | Wiedigsburghalle, Nordhausen Asistență: 1.800 Arbitri: Stenrand, Birch |

| 23 noiembrie 2014 19:00 | ŽRK Budućnost | 32 - 26 | RK Koprivnica | Centrul Sportiv Morača, Podgorica Asistență: 3.000 Arbitri: Vitaku, Vitaku |
| 23 noiembrie 2014 19:00 | Neagu 10      | (15-13) | Elez 6        | Centrul Sportiv Morača, Podgorica Asistență: 3.000 Arbitri: Vitaku, Vitaku |
| 23 noiembrie 2014 19:00 | 4× 3×         | Cronica | 3×            | Centrul Sportiv Morača, Podgorica Asistență: 3.000 Arbitri: Vitaku, Vitaku |

## Grupa C
| Echipa               | M | V | E | Î | GM  | GP  | G   | Pct |
| -------------------- | - | - | - | - | --- | --- | --- | --- |
| Győri Audi ETO KC    | 6 | 6 | 0 | 0 | 183 | 127 | +56 | 12  |
| Viborg HK            | 6 | 2 | 1 | 3 | 162 | 144 | +18 | 5   |
| IK Sävehof           | 6 | 0 | 3 | 3 | 146 | 188 | −42 | 3   |
| RK Lokomotiva Zagreb | 6 | 0 | 2 | 4 | 132 | 164 | −32 | 2   |

| 19 octombrie 2014 15:10 | Viborg HK      | 38 - 25 | IK Sävehof  | Viborg Stadionhal, Viborg Asistență: 1.452 Arbitri: Arntsen, Røen |
| 19 octombrie 2014 15:10 | Damnjanović 12 | (16–15) | Alm, Odén 6 | Viborg Stadionhal, Viborg Asistență: 1.452 Arbitri: Arntsen, Røen |
| 19 octombrie 2014 15:10 | 2× 3×          | Cronica | 2× 1×       | Viborg Stadionhal, Viborg Asistență: 1.452 Arbitri: Arntsen, Røen |

| 19 octombrie 2014 19:00 | Győri Audi ETO KC | 32 - 23 | RK Zagreb       | Magvassy Mihály Sportcsarnok, Győr Asistență: 2.768 Arbitri: Gasmi, Gasmi |
| 19 octombrie 2014 19:00 | Amorim Taleska 8  | (17–13) | Bašić, Horvat 4 | Magvassy Mihály Sportcsarnok, Győr Asistență: 2.768 Arbitri: Gasmi, Gasmi |
| 19 octombrie 2014 19:00 | 4× 3×             | Cronica | 6× 3×           | Magvassy Mihály Sportcsarnok, Győr Asistență: 2.768 Arbitri: Gasmi, Gasmi |

| 26 octombrie 2014 16:50 | RK Zagreb           | 18 - 25 | Viborg HK | Dom Sportova, Zagreb Asistență: 1.010 Arbitri: Baranowski, Lemanowicz |
| 26 octombrie 2014 16:50 | Grubišić, Hrbková 6 | (9–14)  | Fisker 8  | Dom Sportova, Zagreb Asistență: 1.010 Arbitri: Baranowski, Lemanowicz |
| 26 octombrie 2014 16:50 | 4× 3×               | Cronica | 2× 3×     | Dom Sportova, Zagreb Asistență: 1.010 Arbitri: Baranowski, Lemanowicz |

| 26 octombrie 2014 17:00 | IK Sävehof  | 21 - 38 | Győri Audi ETO KC | Partillebohallen, Sävehof Asistență: 1.315 Arbitri: Brunovský, Čanda |
| 26 octombrie 2014 17:00 | Wikensten 5 | (8–20)  | Løke 7            | Partillebohallen, Sävehof Asistență: 1.315 Arbitri: Brunovský, Čanda |
| 26 octombrie 2014 17:00 | 4× 2×       | Cronica | 2× 3×             | Partillebohallen, Sävehof Asistență: 1.315 Arbitri: Brunovský, Čanda |

| 31 octombrie 2014 19:00 | IK Sävehof | 29 - 29 | RK Zagreb | Partillebohallen, Sävehof Asistență: 810 Arbitri: Bounouara, Sami |
| 31 octombrie 2014 19:00 | Odén 10    | (15-15) | Irman 7   | Partillebohallen, Sävehof Asistență: 810 Arbitri: Bounouara, Sami |
| 31 octombrie 2014 19:00 | 3×         | Cronica | 6× 3×     | Partillebohallen, Sävehof Asistență: 810 Arbitri: Bounouara, Sami |

| 2 noiembrie 2014 17:00 | Viborg HK  | 25 - 30 | Győri Audi ETO KC | Viborg Stadionhal, Viborg Asistență: 1.705 Arbitri: Pandžić, Mosorinski |
| 2 noiembrie 2014 17:00 | Lyksborg 5 | (13-17) | Amorim Taleska 7  | Viborg Stadionhal, Viborg Asistență: 1.705 Arbitri: Pandžić, Mosorinski |
| 2 noiembrie 2014 17:00 | 1× 3×      | Cronica | 3×                | Viborg Stadionhal, Viborg Asistență: 1.705 Arbitri: Pandžić, Mosorinski |

| 8 noiembrie 2014 16:00 | Győri Audi ETO KC | 22 - 20 | Viborg HK              | Magvassy Mihály Sportcsarnok, Győr Asistență: 3.000 Arbitri: Florescu, Stoia |
| 8 noiembrie 2014 16:00 | Kovacsics 7       | (9-11)  | Damnjanović, Gulldén 4 | Magvassy Mihály Sportcsarnok, Győr Asistență: 3.000 Arbitri: Florescu, Stoia |
| 8 noiembrie 2014 16:00 | 1× 3×             | Cronica | 3× 1×                  | Magvassy Mihály Sportcsarnok, Győr Asistență: 3.000 Arbitri: Florescu, Stoia |

| 9 noiembrie 2014 17:00 | RK Zagreb | 23 - 23 | IK Sävehof | Dom Sportova, Zagreb Asistență: 1.000 Arbitri: Kijauskaitė, Žalienė |
| 9 noiembrie 2014 17:00 | Hrbková 6 | (10-15) | Odén 8     | Dom Sportova, Zagreb Asistență: 1.000 Arbitri: Kijauskaitė, Žalienė |
| 9 noiembrie 2014 17:00 | 3×        | Cronica | 3×         | Dom Sportova, Zagreb Asistență: 1.000 Arbitri: Kijauskaitė, Žalienė |

| 16 noiembrie 2014 14:00 | IK Sävehof | 25 - 25 | Viborg HK | Partillebohallen, Sävehof Asistență: 1.380 Arbitri: Schulze, Tönnies |
| 16 noiembrie 2014 14:00 | Odén 7     | (10-12) | Fisker 7  | Partillebohallen, Sävehof Asistență: 1.380 Arbitri: Schulze, Tönnies |
| 16 noiembrie 2014 14:00 | 4× 3×      | Cronica | 5× 3×     | Partillebohallen, Sävehof Asistență: 1.380 Arbitri: Schulze, Tönnies |

| 16 noiembrie 2014 18:00 | RK Zagreb | 15 - 26 | Győri Audi ETO KC | Dom Sportova, Zagreb Asistență: 1.500 Arbitri: Álvarez Mata, Bustamante López |
| 16 noiembrie 2014 18:00 | Hrbková 4 | (7-13)  | Løke 5            | Dom Sportova, Zagreb Asistență: 1.500 Arbitri: Álvarez Mata, Bustamante López |
| 16 noiembrie 2014 18:00 | 5× 3×     | Cronica | 2× 3×             | Dom Sportova, Zagreb Asistență: 1.500 Arbitri: Álvarez Mata, Bustamante López |

| 23 noiembrie 2014 13:40 | Viborg HK       | 29 - 24 | RK Zagreb | Viborg Stadionhal, Viborg Asistență: 1.200 Arbitri: Bonaventura, Bonaventura |
| 23 noiembrie 2014 13:40 | Gulldén, Skov 7 | (11-12) | Bašić 8   | Viborg Stadionhal, Viborg Asistență: 1.200 Arbitri: Bonaventura, Bonaventura |
| 23 noiembrie 2014 13:40 | 1× 3×           | Cronica | 6× 2×     | Viborg Stadionhal, Viborg Asistență: 1.200 Arbitri: Bonaventura, Bonaventura |

| 23 noiembrie 2014 17:00 | Győri Audi ETO KC | 35 - 23 | IK Sävehof | Audi Aréna, Győr Asistență: 5.200 Arbitri: Volodkov, Zotin |
| 23 noiembrie 2014 17:00 | Amorim Taleska 7  | (16-14) | Alm 7      | Audi Aréna, Győr Asistență: 5.200 Arbitri: Volodkov, Zotin |
| 23 noiembrie 2014 17:00 | 3×                | Cronica | 3×         | Audi Aréna, Győr Asistență: 5.200 Arbitri: Volodkov, Zotin |

## Grupa D
| Echipa         | M | V | E | Î | GM  | GP  | G   | Pct |
| -------------- | - | - | - | - | --- | --- | --- | --- |
| Larvik HK      | 6 | 6 | 0 | 0 | 169 | 141 | +28 | 12  |
| Metz Handball  | 6 | 2 | 1 | 3 | 164 | 163 | +1  | 5   |
| HCM Baia Mare  | 6 | 2 | 0 | 4 | 154 | 160 | −6  | 4   |
| SPR Lublin SSA | 6 | 1 | 1 | 4 | 159 | 182 | −23 | 3   |

| 17 octombrie 2014 17:00 | HCM Baia Mare   | 30 - 25 | SPR Lublin SSA | Sala Sporturilor Lascăr Pană, Baia Mare Asistență: 2.000 Arbitri: Jurinović, Mrvica |
| 17 octombrie 2014 17:00 | Do Nascimento 6 | (16–12) | Kocela 6       | Sala Sporturilor Lascăr Pană, Baia Mare Asistență: 2.000 Arbitri: Jurinović, Mrvica |
| 17 octombrie 2014 17:00 | 2×              | Cronica | 2× 3×          | Sala Sporturilor Lascăr Pană, Baia Mare Asistență: 2.000 Arbitri: Jurinović, Mrvica |

| 18 octombrie 2014 18:30 | Larvik HK | 25 - 20 | Metz Handball     | Arena Larvik, Larvik Asistență: 3.210 Arbitri: Schulze, Tönnies |
| 18 octombrie 2014 18:30 | Mørk 11   | (11–11) | Baudouin, Zaadi 5 | Arena Larvik, Larvik Asistență: 3.210 Arbitri: Schulze, Tönnies |
| 18 octombrie 2014 18:30 | 4× 2×     | Cronica | 7× 3×             | Arena Larvik, Larvik Asistență: 3.210 Arbitri: Schulze, Tönnies |

| 24 octombrie 2014 20:15 | SPR Lublin SSA | 23 - 28 | Larvik HK                  | Hala Sportowo-Widowiskowa „Globus”, Lublin Asistență: 2.100 Arbitri: Erdoğan, Özdeniz |
| 24 octombrie 2014 20:15 | Drabik 5       | (14-13) | Riegelhuth-Koren, Wojtas 6 | Hala Sportowo-Widowiskowa „Globus”, Lublin Asistență: 2.100 Arbitri: Erdoğan, Özdeniz |
| 24 octombrie 2014 20:15 | 3×             | Cronica | 2× 3×                      | Hala Sportowo-Widowiskowa „Globus”, Lublin Asistență: 2.100 Arbitri: Erdoğan, Özdeniz |

| 25 octombrie 2014 16:00 | Metz Handball | 34 - 24 | HCM Baia Mare         | Arènes de Metz, Metz Asistență: 4.198 Arbitri: Zotin, Volodkov |
| 25 octombrie 2014 16:00 | Gros 7        | (13-10) | Buceschi, Davîdenko 5 | Arènes de Metz, Metz Asistență: 4.198 Arbitri: Zotin, Volodkov |
| 25 octombrie 2014 16:00 | 1× 3×         | Cronica | 4× 3×                 | Arènes de Metz, Metz Asistență: 4.198 Arbitri: Zotin, Volodkov |

| 31 octombrie 2014 19:00 | HCM Baia Mare | 23 - 24 | Larvik HK         | Sala Sporturilor Lascăr Pană, Baia Mare Asistență: 2.000 Arbitri: Horváth, Marton |
| 31 octombrie 2014 19:00 | Davîdenko 7   | (13-12) | Hammerseng-Edin 6 | Sala Sporturilor Lascăr Pană, Baia Mare Asistență: 2.000 Arbitri: Horváth, Marton |
| 31 octombrie 2014 19:00 | 2×            | Cronica | 5× 3×             | Sala Sporturilor Lascăr Pană, Baia Mare Asistență: 2.000 Arbitri: Horváth, Marton |

| 2 noiembrie 2014 18:00 | SPR Lublin SSA       | 35 - 31 | Metz Handball | Hala Sportowo-Widowiskowa „Globus”, Lublin Asistență: 2.000 Arbitri: Brkić, Jusufhodžić |
| 2 noiembrie 2014 18:00 | Da Silva Quintino 10 | (17-16) | Gros 7        | Hala Sportowo-Widowiskowa „Globus”, Lublin Asistență: 2.000 Arbitri: Brkić, Jusufhodžić |
| 2 noiembrie 2014 18:00 | 3×                   | Cronica | 4× 3×         | Hala Sportowo-Widowiskowa „Globus”, Lublin Asistență: 2.000 Arbitri: Brkić, Jusufhodžić |

| 8 noiembrie 2014 18:15 | Larvik HK          | 31 - 26 | HCM Baia Mare | Arena Larvik, Larvik Asistență: 3.487 Arbitri: Marin, García |
| 8 noiembrie 2014 18:15 | Riegelhuth Koren 9 | (16-11) | Marin 7       | Arena Larvik, Larvik Asistență: 3.487 Arbitri: Marin, García |
| 8 noiembrie 2014 18:15 | 3×                 | Cronica | 4× 3×         | Arena Larvik, Larvik Asistență: 3.487 Arbitri: Marin, García |

| 9 noiembrie 2014 16:00 | Metz Handball   | 30 - 30 | SPR Lublin SSA | Arènes de Metz, Metz Asistență: 4.452 Arbitri: Praštalo, Todorović |
| 9 noiembrie 2014 16:00 | Baudoin, Gros 7 | (14-13) | Kocela 6       | Arènes de Metz, Metz Asistență: 4.452 Arbitri: Praštalo, Todorović |
| 9 noiembrie 2014 16:00 | 2× 3×           | Cronica | 5× 3×          | Arènes de Metz, Metz Asistență: 4.452 Arbitri: Praštalo, Todorović |

| 15 noiembrie 2014 16:00 | Metz Handball | 25 - 26 | Larvik HK | Arènes de Metz, Metz Asistență: 4.254 Arbitri: Pech, Vágvölgyi |
| 15 noiembrie 2014 16:00 | Baudoin 10    | (13-13) | Mørk 7    | Arènes de Metz, Metz Asistență: 4.254 Arbitri: Pech, Vágvölgyi |
| 15 noiembrie 2014 16:00 | 4× 3× 1×      | Cronica | 1× 3×     | Arènes de Metz, Metz Asistență: 4.254 Arbitri: Pech, Vágvölgyi |

| 16 noiembrie 2014 18:00 | SPR Lublin SSA | 22 - 28 | HCM Baia Mare                                    | Hala Sportowo-Widowiskowa „Globus”, Lublin Asistență: 3.000 Arbitri: Krkacev, Kolevski |
| 16 noiembrie 2014 18:00 | Gęga, Rola 4   | (10-10) | Ardean-Elisei, Buceschi, do Nascimento, Lobaci 4 | Hala Sportowo-Widowiskowa „Globus”, Lublin Asistență: 3.000 Arbitri: Krkacev, Kolevski |
| 16 noiembrie 2014 18:00 | 4× 3×          | Cronica | 6× 3×                                            | Hala Sportowo-Widowiskowa „Globus”, Lublin Asistență: 3.000 Arbitri: Krkacev, Kolevski |

| 21 noiembrie 2014 19:00 | HCM Baia Mare            | 23 - 24 | Metz Handball       | Sala Sporturilor Lascăr Pană, Baia Mare Asistență: 2.100 Arbitri: Mitrović, Vešović |
| 21 noiembrie 2014 19:00 | Ardean-Elisei, Makeeva 5 | (12-10) | Gros, Zaadi-Deuna 6 | Sala Sporturilor Lascăr Pană, Baia Mare Asistență: 2.100 Arbitri: Mitrović, Vešović |
| 21 noiembrie 2014 19:00 | 1× 3×                    | Cronica | 3×                  | Sala Sporturilor Lascăr Pană, Baia Mare Asistență: 2.100 Arbitri: Mitrović, Vešović |

| 22 noiembrie 2014 18:15 | Larvik HK | 35 - 24 | SPR Lublin SSA      | Arena Larvik, Larvik Asistență: 3.855 Arbitri: Alpaidze, Berezkina |
| 22 noiembrie 2014 18:15 | Mørk 9    | (20-10) | da Silva Quintino 6 | Arena Larvik, Larvik Asistență: 3.855 Arbitri: Alpaidze, Berezkina |
| 22 noiembrie 2014 18:15 | 2× 3×     | Cronica | 3× 2×               | Arena Larvik, Larvik Asistență: 3.855 Arbitri: Alpaidze, Berezkina |

## Grupele principale
Primele trei echipe din fiecare grupă au avansat în grupele principale păstrându-și golaverajul și punctele câștigate în faza grupelor, mai puțin pe cele obținute împotriva echipelor eliminate din competiție. Este pentru prima dată în istoria Ligii Campionilor când în grupele principale vor evolua 12 echipe. Formațiile care vor termina grupele principale pe primele patru locuri vor avansa în fazele eliminatorii. Calendarul meciurilor din grupele principale a fost publicat pe 23 noiembrie 2014 de către EHF.

### Clasamentul la începutul fazei grupelor principale
Cele 12 echipe din faza grupelor au avansat în grupele principale păstrându-și golaverajul și punctele câștigate în faza grupelor, mai puțin pe cele obținute împotriva echipelor eliminate din competiție, conform clasamentelor de mai jos:
Grupa 1
| Echipa        | M | V | E | Î | GM  | GP  | G   | Pct |
| ------------- | - | - | - | - | --- | --- | --- | --- |
| ŽRK Budućnost | 4 | 3 | 1 | 0 | 97  | 77  | +20 | 7   |
| Dinamo-Sinara | 4 | 3 | 0 | 1 | 108 | 96  | +12 | 6   |
| HC Leipzig    | 4 | 2 | 0 | 2 | 111 | 112 | −1  | 4   |
| ŽRK Vardar    | 4 | 1 | 1 | 2 | 87  | 89  | −2  | 3   |
| RK Krim       | 4 | 1 | 0 | 3 | 105 | 116 | −11 | 2   |
| Thüringer HC  | 4 | 1 | 0 | 3 | 78  | 96  | −18 | 2   |

Grupa a 2-a
| Echipa            | M | V | E | Î | GM  | GP  | G   | Pct |
| ----------------- | - | - | - | - | --- | --- | --- | --- |
| Győri Audi ETO KC | 4 | 4 | 0 | 0 | 125 | 89  | +36 | 8   |
| Larvik HK         | 4 | 4 | 0 | 0 | 106 | 94  | +12 | 8   |
| Metz Handball     | 4 | 2 | 0 | 2 | 103 | 98  | +5  | 4   |
| Viborg HK         | 4 | 1 | 1 | 2 | 108 | 102 | +6  | 3   |
| IK Sävehof        | 4 | 0 | 1 | 3 | 94  | 136 | −42 | 1   |
| HCM Baia Mare     | 4 | 0 | 0 | 4 | 96  | 113 | −17 | 0   |

## Programul meciurilor
Programul meciurilor a fost publicat pe 23 noiembrie 2014.

## Grupa 1
| Echipa        | M  | V | E | Î | GM  | GP  | G   | Pct |
| ------------- | -- | - | - | - | --- | --- | --- | --- |
| ŽRK Budućnost | 10 | 9 | 1 | 0 | 270 | 193 | +77 | 19  |
| Dinamo-Sinara | 10 | 5 | 1 | 4 | 267 | 260 | +7  | 11  |
| ŽRK Vardar    | 10 | 5 | 1 | 4 | 277 | 254 | +23 | 11  |
| Thüringer HC  | 10 | 5 | 1 | 4 | 258 | 251 | +7  | 11  |
| HC Leipzig    | 10 | 3 | 0 | 7 | 245 | 282 | −37 | 6   |
| RK Krim       | 10 | 1 | 0 | 9 | 248 | 325 | −77 | 2   |

| 30 ianuarie 2015 19:30 | HC Leipzig | 26 – 23 | ŽRK Vardar | Arena Leipzig, Leipzig Asistență: 1.977 Arbitri: Gusko, Repkin |
| 30 ianuarie 2015 19:30 | Kudłacz 7  | (13–10) | Lekić 6    | Arena Leipzig, Leipzig Asistență: 1.977 Arbitri: Gusko, Repkin |
| 30 ianuarie 2015 19:30 | 3× 1×      | Cronica | 4× 3×      | Arena Leipzig, Leipzig Asistență: 1.977 Arbitri: Gusko, Repkin |

| 31 ianuarie 2015 16:00 | Dinamo-Sinara | 18 - 25 | ŽRK Budućnost       | Sala Sporturilor „Dinamo”, Volgograd Asistență: 1.400 Arbitri: Năstase, Stancu |
| 31 ianuarie 2015 16:00 | Akopian 6     | (11–12) | Mehmedović, Neagu 6 | Sala Sporturilor „Dinamo”, Volgograd Asistență: 1.400 Arbitri: Năstase, Stancu |
| 31 ianuarie 2015 16:00 | 3×            | Cronica | 5× 3×               | Sala Sporturilor „Dinamo”, Volgograd Asistență: 1.400 Arbitri: Năstase, Stancu |

| 31 ianuarie 2015 17:00 | RK Krim | 23 - 26 | Thüringer HC | Arena Stožice, Ljubljana Asistență: 1.000 Arbitri: Brkic, Jusufhodzic |
| 31 ianuarie 2015 17:00 | Koren 8 | (15–13) | Nadgornaja 7 | Arena Stožice, Ljubljana Asistență: 1.000 Arbitri: Brkic, Jusufhodzic |
| 31 ianuarie 2015 17:00 | 3×      | Cronica | 4× 3×        | Arena Stožice, Ljubljana Asistență: 1.000 Arbitri: Brkic, Jusufhodzic |

| 7 februarie 2015 19:00 | ŽRK Vardar  | 41 - 30 | RK Krim  | Sala Jane Sandanski, Skopje Asistență: 3.000 Arbitri: Antić, Jakovljević |
| 7 februarie 2015 19:00 | Radičević 8 | (21-12) | Mavsar 8 | Sala Jane Sandanski, Skopje Asistență: 3.000 Arbitri: Antić, Jakovljević |
| 7 februarie 2015 19:00 | 4× 3×       | Cronica | 1× 2×    | Sala Jane Sandanski, Skopje Asistență: 3.000 Arbitri: Antić, Jakovljević |

| 8 februarie 2015 14:00 | Thüringer HC | 30 - 33 | Dinamo-Sinara       | Wiedigsburghalle, Nordhausen Asistență: 1.950 Arbitri: Erdoğan, Özdeniz |
| 8 februarie 2015 14:00 | Frey 7       | (13–14) | Akopian, Kocetova 8 | Wiedigsburghalle, Nordhausen Asistență: 1.950 Arbitri: Erdoğan, Özdeniz |
| 8 februarie 2015 14:00 | 2× 3×        | Cronica | 6× 2× 1×            | Wiedigsburghalle, Nordhausen Asistență: 1.950 Arbitri: Erdoğan, Özdeniz |

| 8 februarie 2015 19:00 | ŽRK Budućnost | 28 - 21 | HC Leipzig | Centrul Sportiv Morača, Podgorica Asistență: 5.000 Arbitri: Tzaferopoulos, Bethmann |
| 8 februarie 2015 19:00 | Neagu 7       | (16–7)  | Kudłacz 7  | Centrul Sportiv Morača, Podgorica Asistență: 5.000 Arbitri: Tzaferopoulos, Bethmann |
| 8 februarie 2015 19:00 | 3×            | Cronica | 3×         | Centrul Sportiv Morača, Podgorica Asistență: 5.000 Arbitri: Tzaferopoulos, Bethmann |

| 13 februarie 2015 18:00 | RK Krim  | 20 – 23 | ŽRK Budućnost     | Arena Stožice, Ljubljana Asistență: 800 Arbitri: Jurinović, Mrvica |
| 13 februarie 2015 18:00 | Mavsar 7 | (8–16)  | Neagu, Petrović 5 | Arena Stožice, Ljubljana Asistență: 800 Arbitri: Jurinović, Mrvica |
| 13 februarie 2015 18:00 | 1× 2×    | Cronica | 5× 3×             | Arena Stožice, Ljubljana Asistență: 800 Arbitri: Jurinović, Mrvica |

| 14 februarie 2015 14:00 | HC Leipzig          | 25 - 34 | Thüringer HC        | Arena Leipzig, Leipzig Asistență: 3.119 Arbitri: Hansen, Pettersen |
| 14 februarie 2015 14:00 | Hubinger, Kudłacz 7 | (11-14) | Engel, Nadgornaja 7 | Arena Leipzig, Leipzig Asistență: 3.119 Arbitri: Hansen, Pettersen |
| 14 februarie 2015 14:00 | 4× 3×               | Cronica | 6× 1×               | Arena Leipzig, Leipzig Asistență: 3.119 Arbitri: Hansen, Pettersen |

| 15 februarie 2015 14:00 | Dinamo-Sinara | 33 - 25 | ŽRK Vardar           | Sala Sporturilor „Dinamo”, Volgograd Asistență: 1.000 Arbitri: Mandák, Rudinský |
| 15 februarie 2015 14:00 | Kocetova 9    | (15–12) | Penezić, Radičević 7 | Sala Sporturilor „Dinamo”, Volgograd Asistență: 1.000 Arbitri: Mandák, Rudinský |
| 15 februarie 2015 14:00 | 2× 3×         | Cronica | 5× 3×                | Sala Sporturilor „Dinamo”, Volgograd Asistență: 1.000 Arbitri: Mandák, Rudinský |

| 28 februarie 2015 19:00 | ŽRK Vardar | 26 - 20 | HC Leipzig | Centrul Sportiv Boris Trajkovski, Skopje Asistență: 4.000 Arbitri: Bonifert, Oláh |
| 28 februarie 2015 19:00 | Althaus 6  | (10-9)  | Kudłacz 6  | Centrul Sportiv Boris Trajkovski, Skopje Asistență: 4.000 Arbitri: Bonifert, Oláh |
| 28 februarie 2015 19:00 | 5× 3×      | Cronica | 4× 3×      | Centrul Sportiv Boris Trajkovski, Skopje Asistență: 4.000 Arbitri: Bonifert, Oláh |

| 1 martie 2015 14:00 | Thüringer HC      | 33 - 21 | RK Krim               | Wiedigsburghalle, Nordhausen Asistență: 1.950 Arbitri: Bonaventura, Bonaventura |
| 1 martie 2015 14:00 | patru jucătoare 5 | (17–10) | Arțiuhovici, Mavsar 4 | Wiedigsburghalle, Nordhausen Asistență: 1.950 Arbitri: Bonaventura, Bonaventura |
| 1 martie 2015 14:00 | 2×                | Cronica | 2× 3×                 | Wiedigsburghalle, Nordhausen Asistență: 1.950 Arbitri: Bonaventura, Bonaventura |

| 1 martie 2015 19:00 | ŽRK Budućnost | 26 - 18 | Dinamo-Sinara | Centrul Sportiv Morača, Podgorica Asistență: 4.500 Arbitri: Horváth, Marton |
| 1 martie 2015 19:00 | Neagu 7       | (13–9)  | Kocetova 4    | Centrul Sportiv Morača, Podgorica Asistență: 4.500 Arbitri: Horváth, Marton |
| 1 martie 2015 19:00 | 7× 3× 1×      | Cronica | 4× 3×         | Centrul Sportiv Morača, Podgorica Asistență: 4.500 Arbitri: Horváth, Marton |

| 6 martie 2015 19:00 | RK Krim   | 29 - 47 | ŽRK Vardar | Sala Jane Sandanski, Skopje Asistență: 700 Arbitri: Arntsen, Røen |
| 6 martie 2015 19:00 | Mavsar 11 | (12–24) | Penezić 11 | Sala Jane Sandanski, Skopje Asistență: 700 Arbitri: Arntsen, Røen |
| 6 martie 2015 19:00 | 3× 2×     | Cronica | 2× 3×      | Sala Jane Sandanski, Skopje Asistență: 700 Arbitri: Arntsen, Røen |

| 7 martie 2015 14:00 | HC Leipzig | 19 - 32 | ŽRK Budućnost | Arena Leipzig, Leipzig Asistență: 1.691 Arbitri: Poulsen, Mortensen |
| 7 martie 2015 14:00 | Kudłacz 9  | (6–15)  | Neagu 9       | Arena Leipzig, Leipzig Asistență: 1.691 Arbitri: Poulsen, Mortensen |
| 7 martie 2015 14:00 | 2× 3×      | Cronica | 6× 3×         | Arena Leipzig, Leipzig Asistență: 1.691 Arbitri: Poulsen, Mortensen |

| 8 martie 2015 14:00 | Dinamo-Sinara         | 30 - 30 | Thüringer HC | Sala Sporturilor „Dinamo”, Volgograd Asistență: 1.500 Arbitri: Opava, Válek |
| 8 martie 2015 14:00 | Dmitrieva, Kocetova 9 | (16–13) | Nadgornaja 9 | Sala Sporturilor „Dinamo”, Volgograd Asistență: 1.500 Arbitri: Opava, Válek |
| 8 martie 2015 14:00 | 8× 3× 2×              | Cronica | 6× 2×        | Sala Sporturilor „Dinamo”, Volgograd Asistență: 1.500 Arbitri: Opava, Válek |

| 14 martie 2015 19:00 | ŽRK Vardar | 28 - 27 | Dinamo-Sinara | Sala Jane Sandanski, Skopje Asistență: 3.000 Arbitri: Florescu, Stoia |
| 14 martie 2015 19:00 | Penezić 7  | (15–13) | Kocetova 10   | Sala Jane Sandanski, Skopje Asistență: 3.000 Arbitri: Florescu, Stoia |
| 14 martie 2015 19:00 | 1× 3×      | Cronica | 4× 3×         | Sala Jane Sandanski, Skopje Asistență: 3.000 Arbitri: Florescu, Stoia |

| 15 martie 2015 14:00 | Thüringer HC | 27 - 23 | HC Leipzig | Wiedigsburghalle, Nordhausen Asistență: 2.300 Arbitri: Praštalo, Todorović |
| 15 martie 2015 14:00 | Engel 8      | (11–11) | Hubinger 8 | Wiedigsburghalle, Nordhausen Asistență: 2.300 Arbitri: Praštalo, Todorović |
| 15 martie 2015 14:00 | 2× 3×        | Cronica | 6× 3× 1×   | Wiedigsburghalle, Nordhausen Asistență: 2.300 Arbitri: Praštalo, Todorović |

| 15 martie 2015 19:00 | ŽRK Budućnost       | 39 - 20 | RK Krim  | Centrul Sportiv Morača, Podgorica Asistență: 3.500 Arbitri: Pech, Vagvölgyi |
| 15 martie 2015 19:00 | Mehmedović, Neagu 7 | (19–8)  | Mavsar 7 | Centrul Sportiv Morača, Podgorica Asistență: 3.500 Arbitri: Pech, Vagvölgyi |
| 15 martie 2015 19:00 | 5× 3×               | Cronica | 5× 2×    | Centrul Sportiv Morača, Podgorica Asistență: 3.500 Arbitri: Pech, Vagvölgyi |

## Grupa a 2-a
| Echipa            | M  | V  | E | Î | GM  | GP  | G   | Pct |
| ----------------- | -- | -- | - | - | --- | --- | --- | --- |
| Larvik HK         | 10 | 10 | 0 | 0 | 263 | 216 | +47 | 20  |
| Győri Audi ETO KC | 10 | 8  | 0 | 2 | 282 | 224 | +58 | 16  |
| HCM Baia Mare     | 10 | 4  | 0 | 6 | 262 | 270 | −8  | 8   |
| Viborg HK         | 10 | 3  | 1 | 6 | 252 | 274 | −22 | 7   |
| Metz Handball     | 10 | 3  | 0 | 7 | 244 | 253 | −9  | 6   |
| IK Sävehof        | 10 | 1  | 1 | 8 | 227 | 293 | −66 | 3   |

| 1 februarie 2015 14:00 | IK Sävehof | 26 – 28 | HCM Baia Mare | Partillebohallen, Partille Asistență: 689 Arbitri: Alpaidze, Berezkina |
| 1 februarie 2015 14:00 | Alm 9      | (14–15) | Buceschi 8    | Partillebohallen, Partille Asistență: 689 Arbitri: Alpaidze, Berezkina |
| 1 februarie 2015 14:00 | 5× 2×      | Cronica | 4× 2× 1×      | Partillebohallen, Partille Asistență: 689 Arbitri: Alpaidze, Berezkina |

| 1 februarie 2015 19:00 | Győri Audi ETO KC | 25 – 26 | Larvik HK                | Audi Aréna, Győr Asistență: 4.500 Arbitri: Cohen, Peretz |
| 1 februarie 2015 19:00 | Kovacsics 10      | (11–14) | Riegelhuth Koren, Mørk 7 | Audi Aréna, Győr Asistență: 4.500 Arbitri: Cohen, Peretz |
| 1 februarie 2015 19:00 | 2× 3×             | Cronica | 6× 3×                    | Audi Aréna, Győr Asistență: 4.500 Arbitri: Cohen, Peretz |

| 2 februarie 2015 19:00 | Viborg HK | 27 - 26 | Metz Handball | Viborg Stadionhal, Viborg Asistență: 1.357 Arbitri: Schulze, Tönnies |
| 2 februarie 2015 19:00 | Gulldén 7 | (12-12) | Gros 7        | Viborg Stadionhal, Viborg Asistență: 1.357 Arbitri: Schulze, Tönnies |
| 2 februarie 2015 19:00 | 4× 2×     | Cronica | 2× 3×         | Viborg Stadionhal, Viborg Asistență: 1.357 Arbitri: Schulze, Tönnies |

| 6 februarie 2015 19:00 | Metz Handball | 22 - 25 | IK Sävehof       | Arènes de Metz, Metz Asistență: 3.758 Arbitri: Vujačić, Kazanegra |
| 6 februarie 2015 19:00 | Gros 6        | (12-15) | Karlsson, Odén 6 | Arènes de Metz, Metz Asistență: 3.758 Arbitri: Vujačić, Kazanegra |
| 6 februarie 2015 19:00 | 4× 3×         | Cronica | 2× 3×            | Arènes de Metz, Metz Asistență: 3.758 Arbitri: Vujačić, Kazanegra |

| 7 februarie 2015 18:30 | Larvik HK          | 31 - 18 | Viborg HK | Arena Larvik, Larvik Asistență: 3.053 Arbitri: Pandžić, Šatordžija |
| 7 februarie 2015 18:30 | Riegelhuth Koren 5 | (18-10) | Gulldén 6 | Arena Larvik, Larvik Asistență: 3.053 Arbitri: Pandžić, Šatordžija |
| 7 februarie 2015 18:30 | 7× 3×              | Cronica | 6× 3× 1×  | Arena Larvik, Larvik Asistență: 3.053 Arbitri: Pandžić, Šatordžija |

| 8 februarie 2015 18:30 | HCM Baia Mare                  | 18 - 26 | Győri Audi ETO KC | Sala Sporturilor Lascăr Pană, Baia Mare Asistență: 2.000 Arbitri: Marin, García |
| 8 februarie 2015 18:30 | do Nascimento, Gjeorgjievska 4 | (9–13)  | Müller 8          | Sala Sporturilor Lascăr Pană, Baia Mare Asistență: 2.000 Arbitri: Marin, García |
| 8 februarie 2015 18:30 | 2× 3×                          | Cronica | 4× 2×             | Sala Sporturilor Lascăr Pană, Baia Mare Asistență: 2.000 Arbitri: Marin, García |

| 13 februarie 2015 19:00 | IK Sävehof | 20 – 25 | Larvik HK         | Partillebohallen, Partille Asistență: 1.505 Arbitri: Kulik, Nabokau |
| 13 februarie 2015 19:00 | Odén 6     | (11–13) | patru jucătoare 5 | Partillebohallen, Partille Asistență: 1.505 Arbitri: Kulik, Nabokau |
| 13 februarie 2015 19:00 | 5× 3×      | Cronica | 3× 1×             | Partillebohallen, Partille Asistență: 1.505 Arbitri: Kulik, Nabokau |

| 14 februarie 2015 17:15 | Győri Audi ETO KC | 31 - 27 | Metz Handball | Audi Aréna, Győr Asistență: 4.000 Arbitri: Marić, Mašić |
| 14 februarie 2015 17:15 | Løke 7            | (15–11) | Gros 11       | Audi Aréna, Győr Asistență: 4.000 Arbitri: Marić, Mašić |
| 14 februarie 2015 17:15 | 1× 3×             | Cronica | 4× 3×         | Audi Aréna, Győr Asistență: 4.000 Arbitri: Marić, Mašić |

| 15 februarie 2015 15:10 | Viborg HK | 30 - 31 | HCM Baia Mare | Viborg Stadionhal, Viborg Asistență: 1.697 Arbitri: Kijauskaitė, Žalienė |
| 15 februarie 2015 15:10 | Skov 11   | (12–14) | Abbingh 6     | Viborg Stadionhal, Viborg Asistență: 1.697 Arbitri: Kijauskaitė, Žalienė |
| 15 februarie 2015 15:10 | 2× 3×     | Cronica | 5× 3×         | Viborg Stadionhal, Viborg Asistență: 1.697 Arbitri: Kijauskaitė, Žalienė |

| 28 februarie 2015 18:30 | Larvik HK                   | 21 - 19 | Győri Audi ETO KC | Arena Larvik, Larvik Asistență: 3.973 Arbitri: Caçador, Nicolau |
| 28 februarie 2015 18:30 | Riegelhuth Koren, Solberg 5 | (12-9)  | Korsós, Müller 5  | Arena Larvik, Larvik Asistență: 3.973 Arbitri: Caçador, Nicolau |
| 28 februarie 2015 18:30 | 3×                          | Cronica | 5× 3×             | Arena Larvik, Larvik Asistență: 3.973 Arbitri: Caçador, Nicolau |

| 1 martie 2015 16:50 | Metz Handball | 23 - 24 | Viborg HK | Arènes de Metz, Metz Asistență: 5.098 Arbitri: Brunovský, Čanda |
| 1 martie 2015 16:50 | Broch, Gros 6 | (12–10) | Skov 9    | Arènes de Metz, Metz Asistență: 5.098 Arbitri: Brunovský, Čanda |
| 1 martie 2015 16:50 | 1× 2×         | Cronica | 1× 3×     | Arènes de Metz, Metz Asistență: 5.098 Arbitri: Brunovský, Čanda |

| 1 martie 2015 18:30 | HCM Baia Mare | 34 - 24 | IK Sävehof | Sala Sporturilor Lascăr Pană, Baia Mare Asistență: 2.080 Arbitri: Pandžić, Šatordžija |
| 1 martie 2015 18:30 | Buceschi 11   | (18–12) | Odén 8     | Sala Sporturilor Lascăr Pană, Baia Mare Asistență: 2.080 Arbitri: Pandžić, Šatordžija |
| 1 martie 2015 18:30 | 7× 2×         | Cronica | 5× 3×      | Sala Sporturilor Lascăr Pană, Baia Mare Asistență: 2.080 Arbitri: Pandžić, Šatordžija |

| 8 martie 2015 14:00 | IK Sävehof         | 21 - 23 | Metz Handball | Partillebohallen, Partille Asistență: 500 Arbitri: Lah, Sok |
| 8 martie 2015 14:00 | Lindvall-Haggren 6 | (11–16) | Gros 7        | Partillebohallen, Partille Asistență: 500 Arbitri: Lah, Sok |
| 8 martie 2015 14:00 | 3× 1×              | Cronica | 4× 3×         | Partillebohallen, Partille Asistență: 500 Arbitri: Lah, Sok |

| 8 martie 2015 16:50 | Viborg HK     | 23 - 29 | Larvik HK          | Viborg Stadionhal, Viborg Asistență: 1.673 Arbitri: Vranes, Wenninger |
| 8 martie 2015 16:50 | Damnjanović 7 | (14–12) | Riegelhuth Koren 9 | Viborg Stadionhal, Viborg Asistență: 1.673 Arbitri: Vranes, Wenninger |
| 8 martie 2015 16:50 | 1× 2×         | Cronica | 1× 2×              | Viborg Stadionhal, Viborg Asistență: 1.673 Arbitri: Vranes, Wenninger |

| 8 martie 2015 19:00 | Győri Audi ETO KC | 29 - 23 | HCM Baia Mare                  | Audi Aréna, Győr Asistență: 5.000 Arbitri: Mandák, Rudinský |
| 8 martie 2015 19:00 | Müller 8          | (12-10) | Ardean-Elisei, do Nascimento 4 | Audi Aréna, Győr Asistență: 5.000 Arbitri: Mandák, Rudinský |
| 8 martie 2015 19:00 | 3× 2×             | Cronica | 4× 3×                          | Audi Aréna, Győr Asistență: 5.000 Arbitri: Mandák, Rudinský |

| 14 martie 2015 18:30 | Larvik HK | 25 - 17 | IK Sävehof | Arena Larvik, Larvik Asistență: 2.472 Arbitri: Baumgart, Wild |
| 14 martie 2015 18:30 | Mørk 10   | (12–8)  | Sand 5     | Arena Larvik, Larvik Asistență: 2.472 Arbitri: Baumgart, Wild |
| 14 martie 2015 18:30 | 3×        | Cronica | 3×         | Arena Larvik, Larvik Asistență: 2.472 Arbitri: Baumgart, Wild |

| 15 martie 2015 17:00 | Metz Handball     | 20 - 27 | Győri Audi ETO KC | Arènes de Metz, Metz Asistență: 5.071 Arbitri: Jurinović, Mrvica |
| 15 martie 2015 17:00 | patru jucătoare 3 | (8–12)  | Kovacsics 6       | Arènes de Metz, Metz Asistență: 5.071 Arbitri: Jurinović, Mrvica |
| 15 martie 2015 17:00 | 3× 2×             | Cronica | 5× 3×             | Arènes de Metz, Metz Asistență: 5.071 Arbitri: Jurinović, Mrvica |

| 15 martie 2015 20:00 | HCM Baia Mare            | 32 - 22 | Viborg HK  | Sala Sporturilor Lascăr Pană, Baia Mare Asistență: 2.080 Arbitri: Krkačev, Kolevski |
| 15 martie 2015 20:00 | Abbingh, Do Nascimento 5 | (17–11) | Burgaard 8 | Sala Sporturilor Lascăr Pană, Baia Mare Asistență: 2.080 Arbitri: Krkačev, Kolevski |
| 15 martie 2015 20:00 | 3×                       | Cronica | 2× 3×      | Sala Sporturilor Lascăr Pană, Baia Mare Asistență: 2.080 Arbitri: Krkačev, Kolevski |